# Aelurillus unitibialis
Aelurillus unitibialis là một loài nhện trong họ Salticidae.
Loài này thuộc chi Aelurillus. Aelurillus unitibialis được Azarkina miêu tả năm 2002.